# Ionia, Michigan
Ionia är administrativ huvudort i Ionia County i den amerikanska delstaten Michigan. Enligt 2010 års folkräkning hade Ionia 11 394 invånare.